# Formula 3000
La Formula 3000 è una categoria motoristica sorta nel 1985 per prendere il posto della Formula 2. Tale categoria era in crisi a causa degli alti costi e dello scarso interesse ottenuto dal campionato dovuto al dominio delle vetture motorizzate Honda.
Nello stesso periodo in Formula 1 i motori Cosworth DFV di cilindrata 3000 cm³ erano diventati di fatto obsoleti visto lo strapotere dei motori turbo. Per tale ragione si decise di creare una categoria in cui impiegarli, e che da tali propulsori prese il nome.

## Campionati Formula 3000
- FIA International Formula 3000 (conosciuta anche come European Formula 3000), attiva dal 1985 al 2004. Fu il principale campionato organizzato per tali vetture. È stata, nel periodo di attività, la serie automobilistica sanzionata dalla Federazione Internazionale dell'Automobile (FIA) come passaggio preparatorio necessario per i piloti prima della Formula 1. Dal 2005 è sostituita di fatto dalla GP2. È da notare che nessun campione di Formula 3000, così come era successo per la Formula 2, è diventato campione del mondo di Formula 1.
- Euroseries 3000 (conosciuta anche come Formula 3000 italiana, Superfund Euro Formula 3000, Formula 3000 e PartyPokerRacing Euroseries 3000), nata nel 1999 ed utilizzante vetture di F3000 fino al 2009. Il suo posto viene preso dall'Auto GP.
- International Formula Master, che utilizzò nelle sue due prime stagioni telai di tale categoria.
- Formula 3000 Light, serie che è nata nel 2011 a supporto del campionato di Formula 2000.
- Formula 3000 giapponese (oggi Formula Nippon), attiva tra il 1987 e il 1995. Nel 2013 cambia nome in Superformula.
- Formula 3000 inglese (conosciuta anche come Formula 2 britannica), oggi non più esistente ma attiva tra il 1989 e il 1996.
- OzBoss (conosciuta anche come Formula 4000 australiana, Formula 4000, Formula Holden e Formula Brabham), attiva dal 1989, che utilizzò tali vetture fino al 2006.
- American Racing Series/Indy Lights, attiva dal 1986, che utilizzò vetture di F3000 fino al 2001.
- Formula 3000 messicana che si disputò nel 1996 e nel 1997.